# Everything Must Go (film)
Everything Must Go er en amerikansk komedie-dramafilm fra 2011, instrueret af Dan Rush og med Will Ferrell i hovedrollen. Filmen er baseret på Raymond Carvers novelle Why Cant You Dance? Filmen blev udgivet dem 10. september, 2010 på Toronto International Film Festival samt London Film Festival den 15. oktober og blev udgivet i biograferne den 13. maj 2011.

## Medvirkende
- Will Ferrell som Nick Halsey
- Rebecca Hall som Samantha
- Laura Dern som Delilah
- Christopher Jordan Wallace som Kenny
- Stephen Root som Elliot
- Glenn Howerton som Gary
- Michael Peña som Frank Garcia
- Shannon Whirry som Nurse

## Produktion
Optagelserne fandt sted i Phoenix og Scottsdale, Arizona.